# Кредінца
Кредінца (рум. Credința) — село у повіті Констанца в Румунії. Входить до складу комуни Кірноджень.
Село розташоване на відстані 178 км на схід від Бухареста, 38 км на південний захід від Констанци.

## Населення
За даними перепису населення 2002 року у селі проживали 326 осіб, з них 325 осіб (99,7%) румунів. Усі жителі села рідною мовою назвали румунську.